# Trattato Pinkney-Monroe
Il trattato Monroe-Pinkney fu stipulato nel 1806 tra i rappresentanti degli Stati Uniti d'America e quelli della Gran Bretagna, venendo tuttavia respinto dal governo USA.
I negoziati furono condotti dal rappresentante degli USA nel Regno Unito James Monroe coadiuvato da William Pinkney per conto del Presidente Thomas Jefferson da un lato, e da Lord Holland e Lord Auckland per conto del governo inglese facente capo a Lord Grenville (il cosiddetto governo del "Ministero di tutti gli Ingegni" traduzione dell'inglese Ministry of All the Talents) dall'altro.
Per gli statunitensi lo scopo del trattato era quello di porre fine ad alcune pratiche messe in atto dalla Gran Bretagna quali l'arruolamento forzato di marinai provenienti da vascelli americani e definire inoltre i diritti commerciali di cui gli Stati Uniti godevano in quanto nazione neutrale in riferimento alla situazione creata dalle guerre napoleoniche, oltre ad altre questioni di natura economica.
La Gran Bretagna tuttavia, essendo a corto di equipaggi per la Royal Navy e ritenendo altresì che numerosi disertori inglesi si trovassero a bordo di navi americane, ritenevano di non poter fare a meno dal procedere agli arruolamenti forzati degli equipaggi, specie tenendo conto del disperato sforzo bellico contro Napoleone: recare offesa agli Americani fu ritenuta cosa di secondaria importanza rispetto alla possibilità di sconfitta per mano dell'odiato Francese. Di conseguenza, non vennero approvate alcune delle richieste avanzate dagli USA in proposito.
I negoziati iniziarono il 27 agosto del 1806, e il trattato venne ratificato il 31 dicembre del 1806. Monroe e Pinkney erano consapevoli di aver ottenuto ben poco di quanto prefissato; tuttavia quando il presidente Jefferson venne edotto del contenuto del trattato non avanzò alcuna critica, né tanto meno si pronunciò sottoponendo lo stesso dinanzi al Senato per la definitiva ratifica. Questo fallimento del tentativo di risoluzione delle controversie tra USA e Gran Bretagna contribuì probabilmente in maniera decisiva allo scoppio della guerra del 1812.